# Arrigny
Commune
Pour le fromage, voir Arrigny (fromage).
Arrigny (prononcé [aʁiɲi]) est une commune française, située dans le département de la Marne en région Grand Est.

## Géographie
Le village se situe entre la Blaise et le canal de restitution du Der à la Marne.
Le sud de la commune est occupé par le bois de l'Argentolle..
| Moncetz-l'Abbaye, Isle-sur-Marne              |         | Larzicourt      |
| Saint-Remy-en-Bouzemont-Saint-Genest-et-Isson | Arrigny | vers Écollemont |
| Giffaumont-Champaubert                        | Outines |                 |

### Hydrographie
La commune est dans la région hydrographique « la Seine de sa source au confluent de l'Oise (exclu) » au sein du bassin Seine-Normandie. Elle est drainée par la Marne, la Blaise, l'Isson, le canal de Restitution, la Fausse Blaise, le Fossé des Ajots, la Varanne, le cours d'eau 01 du Moulion d'Isle, le Fossé 05 de l'Étang Neuf, le Fossé Bordé, divers bras du Fossé des Rouliers et divers autres petits cours d'eau,.
La Marne  prend sa source sur le plateau de Langres, dans la commune de Saints-Geosmes (Haute-Marne) et se jette dans la Seine entre Charenton-le-Pont et Alfortville (Val-de-Marne) dans le quartier de Conflans-l'Archevêque.
La Blaise, d'une longueur de 86 km, prend sa source dans la commune de Gillancourt et se jette  dans la Marne à Isle-sur-Marne, après avoir traversé 34 communes.
L'Isson, d'une longueur de 20 km, prend sa source dans la commune de Drosnay et se jette  dans la Marne à Frignicourt, après avoir traversé sept communes.

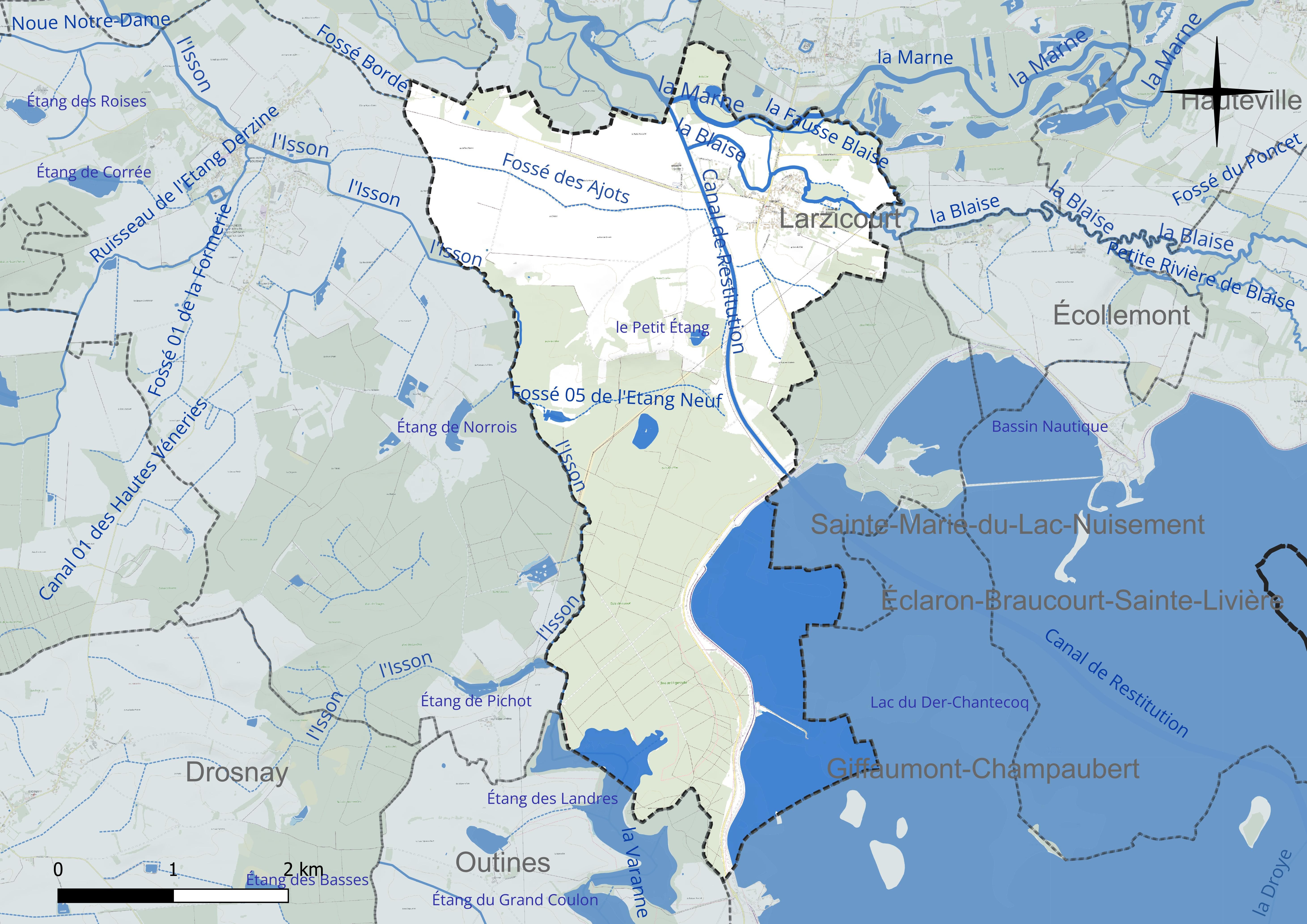
Réseau hydrographique d'Arrigny.

Quatre plans d'eau complètent le réseau hydrographique : le lac du Der-Chantecoq, plus grand plan d'eau artificiel de France, d'une superficie totale de 4 166,5 ha (205,8 ha sur la commune), le Petit étang (1,4 ha), l'étang des Landres, d'une superficie totale de 76,4 ha (23,5 ha sur la commune) et l'étang Neuf (1,6 ha),.

### Climat
Pour des articles plus généraux, voir Climat du Grand Est et Climat de la Marne.
En 2010, le climat de la commune est de type climat océanique dégradé des plaines du Centre et du Nord, selon une étude du Centre national de la recherche scientifique s'appuyant sur une série de données couvrant la période 1971-2000. En 2020, Météo-France publie une typologie des climats de la France métropolitaine dans laquelle la commune est exposée à un climat océanique altéré et est dans une zone de transition entre les régions climatiques « Nord-est du bassin Parisien » et « Lorraine, plateau de Langres, Morvan ».
Pour la période 1971-2000, la température annuelle moyenne est de 10,7 °C, avec une amplitude thermique annuelle de 15,9 °C. Le cumul annuel moyen de précipitations est de 767 mm, avec 12,4 jours de précipitations en janvier et 8,5 jours en juillet. Pour la période 1991-2020, la température moyenne annuelle observée sur la station météorologique de Météo-France la plus proche, « Frignicourt », sur la commune de Frignicourt à 12 km à vol d'oiseau, est de 11,5 °C et le cumul annuel moyen de précipitations est de 694,6 mm. 
La température maximale relevée sur cette station est de 41,7 °C, atteinte le 25 juillet 2019 ; la température minimale est de −22 °C, atteinte le 9 janvier 1985,,.
Les paramètres climatiques de la commune ont été estimés pour le milieu du siècle (2041-2070) selon différents scénarios d'émission de gaz à effet de serre à partir des nouvelles projections climatiques de référence DRIAS-2020. Ils sont consultables sur un site dédié publié par Météo-France en novembre 2022.

## Urbanisme

### Typologie
Au 1er janvier 2024, Arrigny est catégorisée commune rurale à habitat dispersé, selon la nouvelle grille communale de densité à sept niveaux définie par l'Insee en 2022.
Elle est située hors unité urbaine. Par ailleurs la commune fait partie de l'aire d'attraction de Vitry-le-François, dont elle est une commune de la couronne,. Cette aire, qui regroupe 73 communes, est catégorisée dans les aires de moins de 50 000 habitants,.
La commune, bordée par un plan d’eau intérieur d’une superficie supérieure à 1 000 hectares, le lac du Der-Chantecoq, est également une commune littorale au sens de la loi du 3 janvier 1986, dite loi littoral. Des dispositions spécifiques d’urbanisme s’y appliquent dès lors afin de préserver les espaces naturels, les sites, les paysages et l’équilibre écologique du littoral, tel le principe d'inconstructibilité, en dehors des espaces urbanisés, sur la bande littorale des 100 mètres, ou plus si le plan local d’urbanisme le prévoit.

### Occupation des sols
L'occupation des sols de la commune, telle qu'elle ressort de la base de données européenne d’occupation biophysique des sols Corine Land Cover (CLC), est marquée par l'importance des forêts et milieux semi-naturels (48,2 % en 2018), une proportion sensiblement équivalente à celle de 1990 (48,5 %). La répartition détaillée en 2018 est la suivante : 
forêts (48,2 %), terres arables (30,7 %), eaux continentales (9,4 %), zones humides intérieures (4 %), prairies (3,2 %), zones agricoles hétérogènes (2,3 %), zones urbanisées (2,2 %). L'évolution de l’occupation des sols de la commune et de ses infrastructures peut être observée sur les différentes représentations cartographiques du territoire : la carte de Cassini (XVIIIe siècle), la carte d'état-major (1820-1866) et les cartes ou photos aériennes de l'IGN pour la période actuelle (1950 à aujourd'hui).

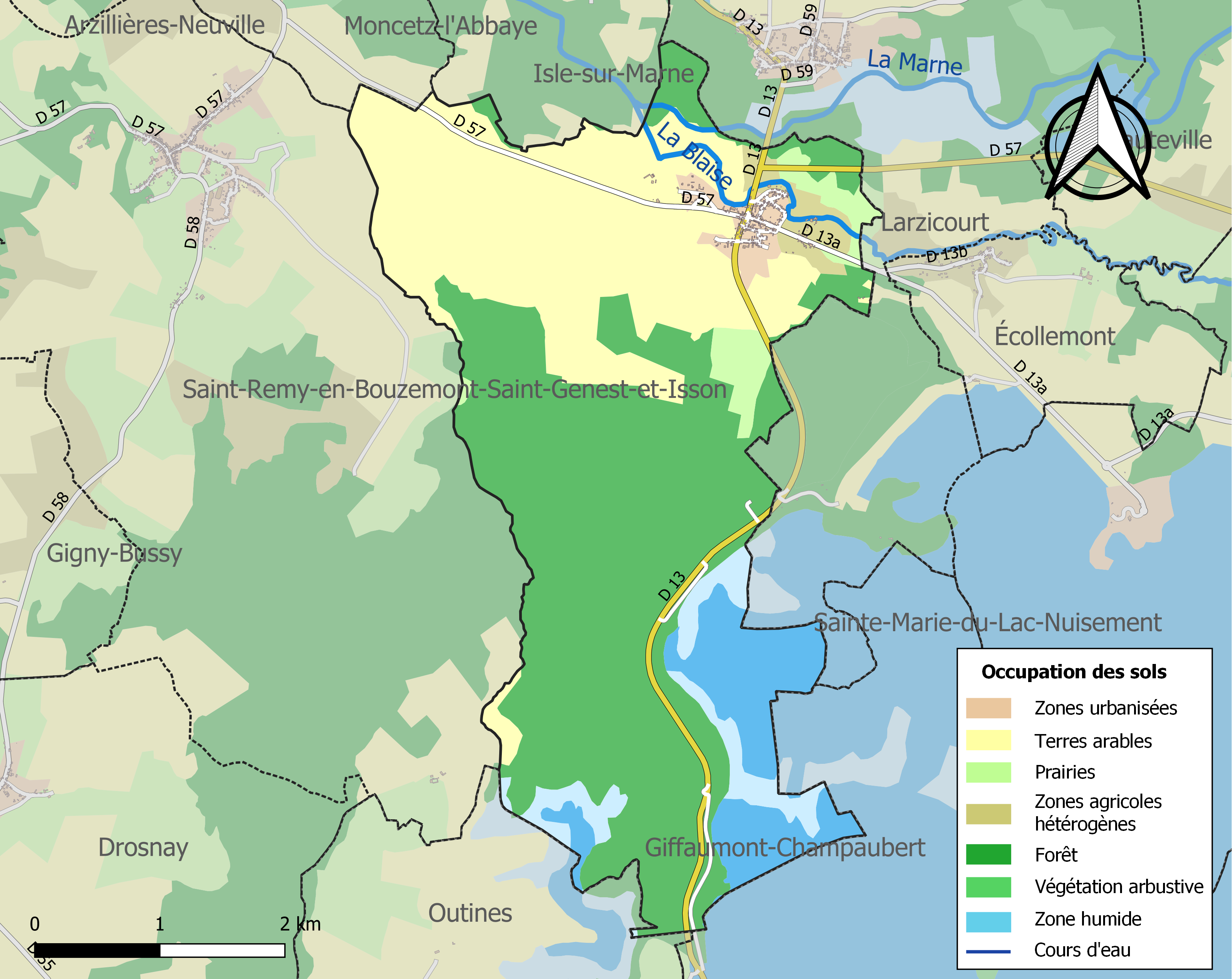
Carte des infrastructures et de l'occupation des sols de la commune en 2018 (CLC).

### Habitat et logement
En 2018, le nombre total de logements dans la commune était de 155, alors qu'il était de 156 en 2013 et de 154 en 2008.
Parmi ces logements, 69,7 % étaient des résidences principales, 17,4 % des résidences secondaires et 12,9 % des logements vacants. Ces logements étaient pour 94,2 % d'entre eux des maisons individuelles et pour 5,8 % des appartements.
Le tableau ci-dessous présente la typologie des logements à Arrigny en 2018 en comparaison avec celle de la Marne et de la France entière. Une caractéristique marquante du parc de logements est ainsi une proportion de résidences secondaires et logements occasionnels (17,4 %) supérieure à celle du département (2,9 %) et à celle de la France entière (9,7 %). Concernant le statut d'occupation de ces logements, 86,1 % des habitants de la commune sont propriétaires de leur logement (77,8 % en 2013), contre 51,7 % pour la Marne et 57,5 pour la France entière.
| Typologie                                               | Arrigny | Marne | France entière |
| ------------------------------------------------------- | ------- | ----- | -------------- |
| Résidences principales (en %)                           | 69,7    | 88,1  | 82,1           |
| Résidences secondaires et logements occasionnels (en %) | 17,4    | 2,9   | 9,7            |
| Logements vacants (en %)                                | 12,9    | 9     | 8,2            |

## Toponymie
D'après l’ouvrage "Les extraits topographiques de la Marne" d’Auguste Longnon., en règle générale, le suffixe gaulois "acos", employé à l’époque romaine, sous la forme "acus", et qui se combine presque toujours avec des noms propres de personnes, revêt aujourd’hui, deux formes principales en "ay" et "y" pour "iacus" (c'est le cas de 121 communes dans la Marne). Ainsi, Arrigny, seule commune dénommée de la sorte, fut déjà Ariniacus dans le passé - mais aussi:
- Arneium, en 1122.
- Argneyum' en 1187.
- Argnei vers 1222.
- Arni, vers 1222.
- Argneium, en 1223.
- Argney, vers 1252.
- Argny, Argné, vers 1300.
- Arigny, en 1509.
- Argny les Larzicourt, en 1539.
- Arrigny, en 1563.

## Politique et administration

### Intercommunalité
La commune, antérieurement membre de la communauté de communes du Bocage champenois, est membre, depuis le 1er janvier 2014, de la communauté de communes Perthois-Bocage et Der.
En effet, conformément aux prévisions du schéma départemental de coopération intercommunale (SDCI) de la Marne du 15 décembre 2011, trois petites communautés de communes préexistantes :  
- la  communauté de communes du Bocage Champenois ;
- la communauté de communes Marne et Orconte ;
- la communauté de communes du Perthois ;
ont fusionné pour créer la nouvelle communauté de communes Perthois-Bocage et Der, à laquelle se sont également jointes une commune détachée de la  communauté de communes de Val de Bruxenelle (Favresse) et la commune isolée de Gigny-Bussy.

## Équipements et services publics

### Eau et déchets
Le service public des déchets est assuré par le Syndicat mixte du Sud-Est Marnais (SYMSEM), qui a mis en place une redevance incitative. La collecte des ordures ménagères résiduelles (en bacs noirs pucés ou en sacs rouges prépayés) et des emballages ménagers recyclables (en sacs jaunes) est réalisée en porte à porte. Le SYMSEM adhérant au syndicat de valorisation des ordures ménagères de la Marne (SYVALOM), ces déchets sont amenés en centre de transfert à Sainte-Menehould ou Vitry-en-Perthois, puis valorisés sur le site de La Veuve. La collecte du verre se fait en apport volontaire, avant transformation dans une usine de Reims. Pour les déchets volumineux ou dangereux, le SYMSEM met à disposition de ses habitants une plateforme de déchets verts et gravats, à Saint-Amand-sur-Fion, ainsi que 12 déchèteries, dont celle d'Arrigny qui a vu 3 647 passages en 2023.

### Postes et télécommunications
Une boîte aux lettres de La Poste se trouve sur le territoire de la commune, rue Janson. Le bureau de poste le plus proche est situé à Saint-Remy-en-Bouzemont, à environ 5 km d'Arrigny.

### Justice, sécurité et secours
Du point de vue judiciaire, Arrigny relève du conseil de prud'hommes, du tribunal de commerce, du tribunal judiciaire, du tribunal paritaire des baux ruraux et du tribunal pour enfants de Châlons-en-Champagne, dans le ressort de la cour d'appel de Reims. Pour le contentieux administratif, la commune dépend du tribunal administratif de Châlons-en-Champagne et de la cour administrative d'appel de Nancy.
Arrigny est située en secteur Gendarmerie nationale et dépend de la brigade de Saint-Remy-en-Bouzemont-Saint-Genest-et-Isson.
En matière d'incendie et de secours, la caserne la plus proche est celle de Saint-Remy-en-Bouzemont, rattachée au Service départemental d'incendie et de secours (SDIS) de la Marne.

## Population et société

### Démographie
L'évolution du nombre d'habitants est connue à travers les recensements de la population effectués dans la commune depuis 1793. Pour les communes de moins de 10 000 habitants, une enquête de recensement portant sur toute la population est réalisée tous les cinq ans, les populations de référence des années intermédiaires étant quant à elles estimées par interpolation ou extrapolation. Pour la commune, le premier recensement exhaustif entrant dans le cadre du nouveau dispositif a été réalisé en 2008.

En 2022, la commune comptait 233 habitants, en évolution de −7,17 % par rapport à 2016 (Marne : −1,19 %, France hors Mayotte : +2,11 %).
| 1793 | 1800 | 1806 | 1821 | 1831 | 1836 | 1841 | 1846 | 1851 |
| ---- | ---- | ---- | ---- | ---- | ---- | ---- | ---- | ---- |
| 166  | 152  | 180  | 129  | 137  | 136  | 146  | 154  | 160  |

| 1856 | 1861 | 1866 | 1872 | 1876 | 1881 | 1886 | 1891 | 1896 |
| ---- | ---- | ---- | ---- | ---- | ---- | ---- | ---- | ---- |
| 120  | 127  | 131  | 146  | 146  | 138  | 528  | 451  | 460  |

| 1901 | 1906 | 1911 | 1921 | 1926 | 1931 | 1936 | 1946 | 1954 |
| ---- | ---- | ---- | ---- | ---- | ---- | ---- | ---- | ---- |
| 433  | 435  | 403  | 359  | 341  | 334  | 287  | 320  | 264  |

| 1962 | 1968 | 1975 | 1982 | 1990 | 1999 | 2006 | 2008 | 2013 |
| ---- | ---- | ---- | ---- | ---- | ---- | ---- | ---- | ---- |
| 269  | 251  | 213  | 236  | 284  | 256  | 265  | 269  | 259  |

| 2018 | 2022 | - | - | - | - | - | - | - |
| ---- | ---- | - | - | - | - | - | - | - |
| 238  | 233  | - | - | - | - | - | - | - |

### Cultes
L’église catholique d’Arrigny est située au nord du lac Der-Chantecoq et dépend du diocèse de Châlons-en-Champagne.

## Économie
La Commune est traversée par les RD 13 et RD 57, elle est située à un carrefour viaire et constitue l'une des principales porte d'accès au Lac du Der.
Son économie est basée essentiellement sur des secteurs d'activités liés au tourisme, Arrigny étant une des 6 Communes littorales du Lac du Der. On dénombre sur son territoire: une boulangerie, un bar-tabac-presse-restaurant, une pizzeria-crêperie, une poterie d'art, une maroquinerie d'art, un coach de yoga, de nombreux gites, un camping, un swing-golf et son bar-club house.

## Culture locale et patrimoine

### Lieux et monuments
- L'église Saint-Maurice date du XIVe siècle. Elle fait partie des églises à pans de bois du pays du Der[40].

Maurice d’Agaune ou Saint Maurice et ses compagnons soldats thébéens, martyrs du Valais, sont morts pour leur foi vers la fin du IIIe siècle. Il est fêté le 22 septembre, ou parfois le 27 décembre par confusion avec Maurice d’Apamée.
Ils avaient reçu l’ordre de tuer tous les habitants près d’Octodure (Martigny) au Nord des Alpes car ils étaient tous déjà chrétiens, grâce à saint Materne. Son refus et celui de sa légion furent la cause du célèbre martyre.
Saint Sigismond, burgonde, est le premier roi saint chrétien au Nord des Alpes. Il fonde un monastère qu’il dote, puis le 22 septembre 515, y inaugure la louange perpétuelle de saint Maurice.

### Héraldique
| Blason de Arrigny | Blason  | De sinople à la fasce ondée d'argent chargée de trois tourteaux de gueules, accompagnée, en chef, d'une double burèle potencée et contre-potencée d'or et, en pointe, de trois roses du même ordonnées 2 et 1. |
| Blason de Arrigny | Détails | Ce blason reprend la fasce, les tourteaux et les roses de la famille Bourlon dont Gilles Bernard était seigneur d’Arrigny en 1785. Les tourteaux se retrouvent également dans les armoiries de la famille Jacquinot, seigneur de Chavanges et d’Arrigny au XVIIIe siècle La face ondée et l’argent symbolisent l’eau, donc le lac du Der proche d’Arrigny. Le sinople correspond aux bois d’Arrigny. La double cotice potensée et contre potencée rappelle la région de la Champagne. Blason dessiné par Jean-Paul Denise |